# Библиотека имени А. С. Пушкина (Сочи)
Городска́я библиоте́ка и́мени Алекса́ндра Серге́евича Пу́шкина — одна из старейших библиотек Сочи, учреждение культуры в Центральном районе города Сочи, Краснодарский край, Россия. Более 100 лет является культурным и информационным центром Сочи.

## Описание
Расположена в самом центре города, в Пушкинском сквере. Сейчас библиотека является филиалом Центральной городской библиотеки. Потенциал — 70 тыс. экземпляров книг и журналов. Посещаемость — 60 тыс.чел./год.

## История
Библиотека им. А. С. Пушкина — одна из первых библиотек на побережье Кавказа. Была создана жителями города в 1899 году, накануне празднования 100-летия со дня рождения поэта. Вначале библиотека размещалась в Народном доме Общества пособия бедным и работала как народная бесплатная библиотека-читальня. Уставом библиотеки от 2 ноября 1899 года определялась цель создания библиотеки: «удовлетворить существующую в местном населении любовь к приобретению полезных сведений и знаний в разных отношениях: религиозно-нравственном, сельско-хозяйственном, гигиеническом, образовательном…». Новый проект устава общественной библиотеки-читальни в Сочи был подготовлен в ноябре 1905 года для утверждения наместником на Кавказе графом И. И. Воронцовым-Дашковым.
Позднее библиотека переехала в новое здание, построенное на пожертвования граждан по проекту архитектора А. Я. Буткина. Открытие состоялось 27 мая 1912 года. Строительство и развитие библиотеки стало возможным благодаря помощи многих представителей интеллигенции и предпринимателей Сочи: Е. П. Майковой, Ф. Г. Хаджи-Маркова, М. С. Зернова, О. В. Верещагина, В. И. Сутугина, А. А. Тихомирова, П. П. Картушина, М. М. и М. А. Зензиновых, семьи Дороватовских и др. Они внесли значительные вклады в бюджет библиотеки, подарили в её фонд собрания книг и журналов. Почетными членами библиотеки были граф С. Ю. Витте, бывший министр земледелия и государственных имуществ А. С. Ермолов. Книжный фонд библиотеки составлял: в 1909 г. — 1956 экз., в 1914 г. — 4000 экз., а в 1917 г. —7229 экз.
Данное здание, в котором библиотека постоянно находится уже более ста лет, является памятником истории и культуры города Сочи, памятником архитектуры общественных зданий, и состоит на охране государства с 1975 года.
Современная библиотека имени А. С. Пушкина предлагает читателям услуги абонемента и читального зала. Оставаясь по сей день старейшим культурным и информационным центром города Сочи, библиотека организует литературно-музыкальные вечера, книжные выставки, другие культурные мероприятия.

## Адрес
- 354000 Россия, Сочи, ул. Приморская,1